# Narodnaja
La Narodnaja (in russo Гора́ Наро́дная, «Montagna del Popolo»), è una montagna della Russia e con i suoi 1 895 metri s.l.m. è la cima più elevata della catena degli Urali.
È situata al confine tra la Repubblica dei Komi e il circondario autonomo dei Chanty-Mansi, ma la vetta è spostata di mezzo chilometro dal confine verso la Chantia-Mansia. La montagna si trova nella sezione degli Urali chiamata Urali subpolari, sulla cresta detta Issledovatel'skij chrebet (Исследовательский хребет). In prossimità della sua vetta esistono alcuni piccoli ghiacciai, i suoi pendii hanno l'aspetto della tundra mentre ai suoi piedi si estende la tipica foresta detta taiga.
È composta da quarziti e scisti metamorfici di età proterozoica e cambriana.
La prima ascensione documentata risale al 1929 ma non si escludono imprese precedenti data la non eccessiva altezza della montagna.